# Kopparavrad
Kopparavrad, Kopparränta, Koppartionde, Koppartull var den skatt som koppartillverkningen i Sverige under olika tider varit underkastad. Kung Hans stadgade 1499 att handel med koppar endast fick bedrivas i städer. Johan III stadgade i ett mandat 1580 förbud mot försäljning av koppar till annan person än hans egna utsända "kopparköpare", som för det pris Johan själv bestämt upphandlade all koppar. År 1582 följde ett ännu strängare mandat i syfte att regalisera kopparhandeln, men 1590 gavs bergsmannen åter rättighet att, sedan han vågfört sin råkoppar och skatten avräknats, få smida resten i plåtar, försedda med kronans märke, mot erläggande av fyra daler skeppundet. Skatten kallades dessa tider än avrad, än tionde. Stora Kopparbergets delägare erlade 18 lispund för varje fjärdepart ända till 1600, då avraden höjdes till 1 skeppund. År 1650 sänktes den till 15 och 1718 till 7½ lispund pr fjärdepart samt avskaffades alldeles 1729. Avraden eller tionden skulle enligt kung Magnus Erikssons påbud från 1347 levereras i två terminer, nämligen vid midsommar och Mikelsmässan (sista veckan i september). Kung Karl Knutsson (Bonde) ändrade detta 1449 till en termin, nämligen tiden för prästmötet i Västerås, och Gustav II Adolf bestämde slutligen Tome dag (21 december) till "avradsdag" även för kopparskatten.
Koppartull omtalas först 1615, då kronans vinst på den koppar, som kronan uppköpt och åter avyttrat, betecknades med detta ord. Då 1619 kopparkompaniet inrättades, erhöll den arrendeavgift, som kompaniet med 22 daler skeppundet för all uppköpt koppar erlade till kronan, namnet koppartull. När kopparkompaniet n:r 2 1638 upphörde, försvann även detta slags koppartull; men "vågtull" på kopparen fortfor till 1731, och "stora sjötullen" uttogs av koppar efter tulltaxan under hela 1700-talet.
Kopparränta benämndes skatten på koppar fr.o.m. 1639. Det var en tämligen dryg produktionsskatt, nämligen 1/4 av tillverkningen. År 1770 sänktes den till 1/8, år 1800 till 1/10 och 1855 till 1/30 av tillverkningen, varefter i samband med avskaffandet av allt bergverkstionde även kopparräntan genom kunglig kungörelse 10 augusti 1877 efterskänktes, dock, vad beträffar de privilegierade verken, under de villkor som kungliga brevet 31 januari 1879 bestämde.